# Kihansia lovettii
Kihansia lovettii Cheek – gatunek naziemnopączkowych, myko-heterotroficznych roślin bezzieleniowych z monotypowego rodzaju Kihansia, z rodziny tryurydowatych, endemiczny dla prowincji Ulanga w Tanzanii
Holotypem gatunku jest okaz zielnikowy, zebrany przez Jona Lovetta w wąwozie rzeki Kihansi w Udzungwa w Tanzanii. Holotyp jest przechowywany w herbarium Kew Gardens. Izotyp znajduje się w zbiorach uniwersytetu w Dar es Salaam.
Nazwa naukowa rodzaju pochodzi od nazwy rzeki, na brzegach której odkryto tę roślinę.